# Catch a 4
El Catch a 4 o passapeces és una variació dels escacs per a 4 jugadors. Es juga per equips de dos, en dos escaquers. Cada equip està format pel jugador que porta les peces blanques d'un escaquer i el que porta les peces negres de l'altre. Quan un jugador menja una peça, la passa al seu company. Quan li arribi el torn de jugar al seu company, pot col·locar-la a una casella buida o bé pot fer una jugada normal i guardar-se la peça per col·locar-la més endavant. La nova peça no es pot col·locar fent escac i mat. Perd l'equip que rebi escac i mat en algun dels dos escaquers o bé que superi el temps.